# Campanula medium
Espèce
La Campanule carillon (Campanula medium) est une espèce de campanules à grandes fleurs commune dans le sud de l'Europe (endémique de France et d'Italie).

## Description
Haute de 30 à 65 cm, son pistil est muni de 5 stigmates (3 chez les autres espèces de Campanules).

## Biologie
Bisannuelle, elle est aussi cultivée dans les jardins. Elle fleurit de mai à août.